# جوزيف غات
جوزيف غات (بالإنجليزية: Joseph Gatt)‏ (من مواليد 3 ديسمبر 1974) ممثل ومؤدي أصوات وعارض بريطاني من مواليد مدينة لندن. اشتهر غات بتاديته دور كريتوس في لعبة إله الحرب Kratos الذي كان الشخصية الرئيسية في جميع أجزاء السلسلة. 
في عام 2011 ظهر بدور غراندروث الشرير العملاق، 'غراندروث' في شباك التذاكر في أحد أفلام مارفيل كومكس ثور.

## روابط خارجية
- جوزيف غات على موقع IMDb (الإنجليزية)
- جوزيف غات على موقع أول موفي (الإنجليزية)
- جوزيف غات على موقع قاعدة بيانات الفيلم (الإنجليزية)